# Sipanea biflora
Sipanea biflora là một loài thực vật có hoa trong họ Thiến thảo. Loài này được (L.f.) Cham. & Schltdl. miêu tả khoa học đầu tiên năm 1829.